# Jesse Joronen
Jesse Pekka Joronen (født 21. marts 1993) er en finsk fodboldspiller, der spiller som målmand i den itlienske Serie A-klub Brescia Calcio. Han har tidligere spillet i de danske superligaklubber F.C. København og AC Horsens og tidligere i bl.a. den engelske klub Fulham F.C..

## Klubkarriere

### Fulham F.C.
Joronen er født og opvokset i den lille by Simpele nær den russiske grænse. skiftede til Fulhams akademi i 2009. I juni 2010 skrev han under på sin første professionelle kontrakt med klubben, hvorpå parterne havde papir på hinanden frem til 2013.
I maj 2012 skrev Joronen under på en toårig forlængelse af sin med Fulham, der holdt ham i klubben frem til 2014. Seks måneder senere, den 25. oktober 2012, skrev Joronen under på en lejeaftale med Maidenhead United, og i februar 2013 blev han udlejet til Cambridge United. Han returnerede dog til Fulham F.C. blot en dag senere, da han nægtede at være udskiftningsspiller for Cambridge.
Han var herefter på en lejeaftale i den finske Veikkausliiga-klub FC Lahti frem til august 2013. Efter at have spillet atten kampe og i den forbindelse være førstemålmand vendte han tilbage til Fulham F.C. i starten af august.
I starten af 2014-15-sæsonen skrev Joronen under på en toårig kontrakt med Fulham F.C., hvormed parterne havde papir på hinanden frem til 2016. Han fik sin debut for Fulham i sæsonsåbningskampen i Football League Championship i en kamp mod Ipswich Town den 9. august 2014. Efter at have spillet tre kampe mere mistede han sin plads i førsteholdstruppen til fordel for Marcus Bettinelli samt den nyindkøbte målmand Gábor Király.
Joronen skiftede til Accrington Stanley på en lejeaftale af en måneds varighed den 17. oktober 2014. Han fik sin debut dagen efter, den 18. oktober, hvor han startede inde, men som holdet tabte 2-1 til Stevenage. Han spillede ydermere tre kampe, men blev herefter skadet med knæet i en League Two-kamp mod Morecambe, hvorfor han vendte tilbage til Fulham F.C. Skadesprognosen lød på tre til fire måneder.
Den 27. august 2015 skrev Joronen under på en lejeaftale med Stevenage frem til januar 2016. Han fik sin debut for Stevenage to dage senere i en 1-1-kamp mod Dagenham & Redbridge. Han scorede på en clearing mod Wycombe Wanderers den 17. oktober 2015. Han holdt målet rent for første gang den 7. november 2015 i en 3-0-sejr over Gillingham i første runde af FA Cup. Han pådrog sig dog en skade i denne kamp og vendte derefter hjem til sin modersklub. Ved hjemkomsten til Fulham F.C. skrev han under på en kontraktforlængelse frem til 2017.
Ved udgangen af 2016-17-sæsonen blev Joronen tilbudt en kontraktforlængelse.

### AC Horsens
I stedet for at skrive under på en kontraktforlængelse med Fulham F.C. blev det den 10. juli 2017 offentliggjort, at Joronen havde skrevet under på en toårig kontrakt med den danske klub AC Horsens.
Joronen fik sin debut for AC Horsens i første kamp i 2017-18-sæsonen. Kampen blev vundet af AC Horsens med 2-1 over AGF. Han holdt målet rent for første gang for klubben den 4. august 2017, da AC Horsens vandt 1-0 over Silkeborg IF.

### F.C. København
Den 15. december 2017 blev det offentliggjort, at den danske klub F.C. København tilknyttede Jesse Joronen på en fem årig kontrakt gældende fra sommeren 2018. Jesse Joronen blev tildelt rygnummer 21. Joronen spillede én sæson i FCK, inden han i sommeren 2019 blev solgt til den italienske klub Brescia Calcio.